# فيفيان أندرسون
فيفيان أندرسون (بالإنجليزية: Vivian Anderson)‏ هي لاعب كرة قاعدة أمريكية، ولدت في 21 أبريل 1921 في ميلواكي في الولايات المتحدة، وتوفيت في 21 ديسمبر 2012.

## وصلات خارجية
- فيفيان أندرسون على موقع جمعية أبحاث البيسبول الأمريكية (الإنجليزية)